# Огненная палата
«О́гненная пала́та» (фр. Chambre ardente) — название нескольких чрезвычайных судебных органов при «Старом порядке» во Франции.
- Трибунал для суда над знатными государственными преступниками;
- Трибуналы при парламентах для суда над протестантами в XVI веке;
- Трибунал для дел об отравлениях в XVII веке;
- Трибунал, судивший дела о контрабанде, фальсификации соли и табака и других обманных действиях в торговле.

## Трибунал для еретиков
Элементом французской Контрреформации были специальные судебные органы, учреждаемые французскими королями для преследования гугенотов-кальвинистов.
Впервые Огненная палата появилась при Франциске I в 1535 году.
В 1547 году Генрих II Валуа учредил при Парижском парламенте чрезвычайный трибунал для суда над еретиками — Огненную палату. За 3 года работы палата осудила около 600 гугенотов, многих из них — на сожжение.
В 1559 году Франциск II учредил огненные палаты при всех французских парламентах, парижском и провинциальных. Эти палаты были обязаны следить за исполнением эдиктов о еретиках.

## Трибунал для отравителей
В 1680 году Людовик XIV учредил трибунал для дел об отравлениях — Огненную палату, известную также под названием «Палаты Арсенала» (фр. Chambre de l’Arsenal, по месту заседания — Арсеналу). Официальным поводом для создания послужили участившиеся случаи убийства через отравление (например, знаменитое дело маркизы де Бренвилье, 1676).
Палата осудила на сожжение известную отравительницу Катрин Монвуазен (фр. Catherine Monvoisin; иначе Катрин ла Вуазен фр. la Voisin).
Перед палатой предстали многие представители знати, например маршал Люксембург, две родственницы кардинала Мазарини (герцогиня Бульонская и графиня Суассонская).